# Николаевка (Раздельнянский район)
Николаевка (укр. Миколаївка) — село, относится к Раздельнянскому району Одесской области Украины.
Население по переписи 2001 года составляло 53 человека. Почтовый индекс — 67404. Телефонный код — 4853. Занимает площадь 0,259 км². Код КОАТУУ — 5123980705.

## Местный совет
67472, Одесская обл., Раздельнянский р-н, с. Виноградарь